# Beifang Benchi ND
Beifang Benchi ND — семейство крупнотоннажных грузовых автомобилей производства Norinco с кабиной от Mercedes-Benz SK.

## Информация
На основании соглашения с немецким концерном Daimler-Benz, подписанного в сентябре 1988 года, предприятие выпускает широкую гамму грузовиков с заводским индексом ND, аналогичных автомобилей Mercedes-Benz SK первой серии, оснащённых агрегатами, которые изготавливаются в Китае. В гамму входят грузовики с колесными формулами 4x2, 4x4 (семейство 1000), 6x2, 6x4, 6x6 (семейство 2000), 8x4, 8x8 (семейство 3000) и 10 x 4 (семейство 4000). Мощности двигателей составляют 240—480 л. с. Созданы также версии с изменённым бампером и вытянутыми прямоугольными фарами. Также существуют и военные модели:
- «1924» (4x2).
- «1929А» (4x4).
- «2629А» (6x6).
- «3229S» (6x6).